# Rue Bossuet (Paris)
Pour les articles homonymes, voir Rue Bossuet.
La rue Bossuet est une voie du 10e arrondissement de Paris, en France.

## Situation et accès
La rue Bossuet est une voie publique située dans le 10e arrondissement de Paris. Elle débute  place Franz-Liszt et se termine au 3, rue de Belzunce. Un escalier, côté place Franz-Liszt, permet de rattraper la différence de niveau entre les extrémités de la rue.

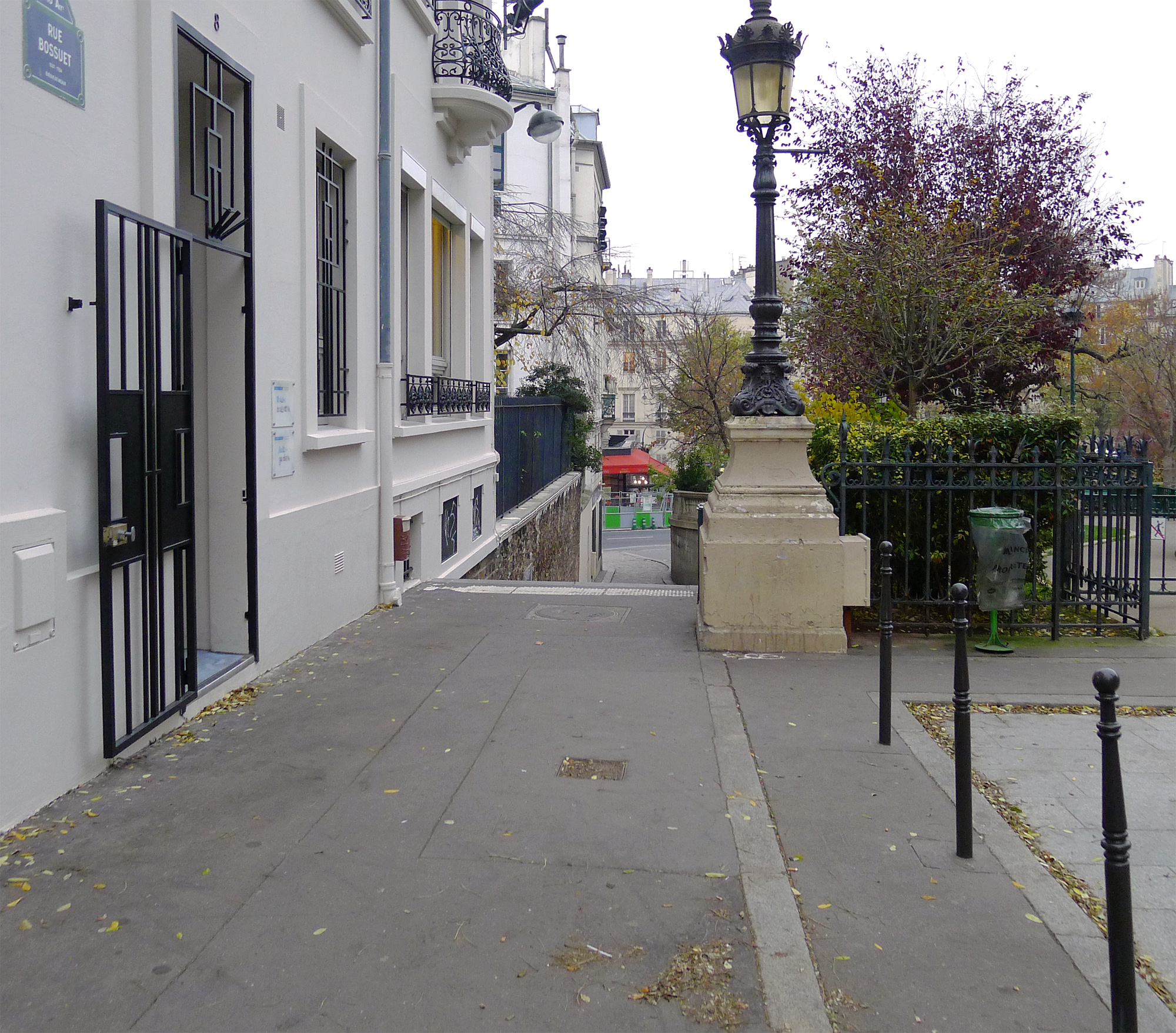
Accès à l'escalier permettant de rejoindre la place Franz-Liszt.

## Origine du nom
Elle porte le nom de l'évêque de Meaux Jacques Bénigne Bossuet (1627-1704) en raison du voisinage de l'église Saint-Vincent-de-Paul.

## Historique
Cette voie est ouverte, sur une partie de l'enclos Saint-Lazare, par une ordonnance royale du 31 janvier 1827 qui indique :
« Article 4 : Il sera réservé autour de l'église, sur le terrain acquis par la ville en vertu de l'ordonnance royale du 31 mars 1825, un espace libre formant rue de pourtour, et qui débouchera d'un côté sur la rue du Chevet-de-l'Église, de l'autre sur la place Charles-X, au moyen de degrés qui y aboutiront. »
Elle prend son nom par ordonnance du 5 août 1844.

## Bâtiments remarquables et lieux de mémoire
- Au no 8 a vécu et est mort le sculpteur Jules Cavelier (1814-1894).

## Au cinéma
Plusieurs scènes du film Rire et Châtiment (2003) sont tournées dans le square Aristide-Cavaillé-Coll, et dans la rue Bossuet, autour de l'église Saint-Vincent-de-Paul de Paris.